# Yoo Sang-chul
Yoo Sang-Chul - em coreano, 유상철 (Seul, 18 de outubro de 1971 – 7 de junho de 2021) foi um treinador e futebolista profissional sul-coreano que atuou como defensor e médio 

## Carreira
Yoo atuou pela Seleção Sul-Coreana que alcançou a uma das semifinais da Copa do Mundo FIFA de 2002, competição da qual foi eleito como um dos meio-campistas da MasterCard All-Star Team. Também participou das Olimpíadas de 2004, como um dos jogadores acima da idade olímpica.

## Morte
Yoo morreu em 7 de junho de 2021 devido a um câncer de pâncreas.